# Umar Muhayshi
 (juillet 2020).
Umar Abdullah el-Muhayshi (1941 - janvier 1984) est un officier de l'armée libyenne et membre du Conseil de commandement révolutionnaire libyen qui a dirigé la Libye après le coup d'État du 1er septembre 1969,.
Né dans une famille d'origine circassienne et turque, Umar Muhayshi était membre du groupe d'officiers de l'armée appelé le mouvement des officiers libres qui a renversé le régime royal en Libye le 1er septembre 1969. Il a été promu au grade de major après la révolution. Après la création du Tribunal populaire libyen en octobre 1969, il a représenté le procureur général devant le tribunal.[réf. nécessaire]
Il a été l'un des premiers à affronter et à confronter les désirs autoritaires de Mouammar Kadhafi et sa déviation des principes de la révolution. En outre, il n'y a aucune preuve de la participation d'Omar Al-Muhaishi à des actes terroristes ou à la torture d'opposants.[réf. nécessaire]
En août 1975, le régime de Kadhafi a annoncé qu'une tentative de coup d'État avait été évitée. Les treize principaux conspirateurs étaient membres du Mouvement des officiers libres et quatre d'entre eux (Muhayshi, Bashir Houadi, Abdul Munim el Houni et Awad Hamza) étaient membres du Conseil révolutionnaire. A cette époque, Muhayshi était déjà en dehors de la Libye. Entre 1976 et 1983, il a vécu en Égypte, Tunisie et Maroc. Pendant son séjour en Égypte, certaines sources ont déclaré que le régime de Kadhafi avait tenté en vain d'assassiner Muhayshi plus d'une fois.
En raison de l'opposition d'al-Muhayshi aux Accords de Camp David signés par Anouar el-Sadate avec Israël, il a été expulsé au Maroc en 1980, pour continuer ses activités d'opposition à partir de là. En 1983, à la suite d'accords politiques et financiers, le roi du Maroc Hassan II remets alors Muhayshi à Kadhafi. Selon certaines sources , il aurait été exécuté à sa descente d'avion à Tripoli,  d'autres sources disent que Umar Muhayshi est exécuté à l'intérieur de la prison d'Abou Salim sous la torture de Sa'eed Rashid selon Abdel Rahman Shalgham.